# 할덴슬레벤

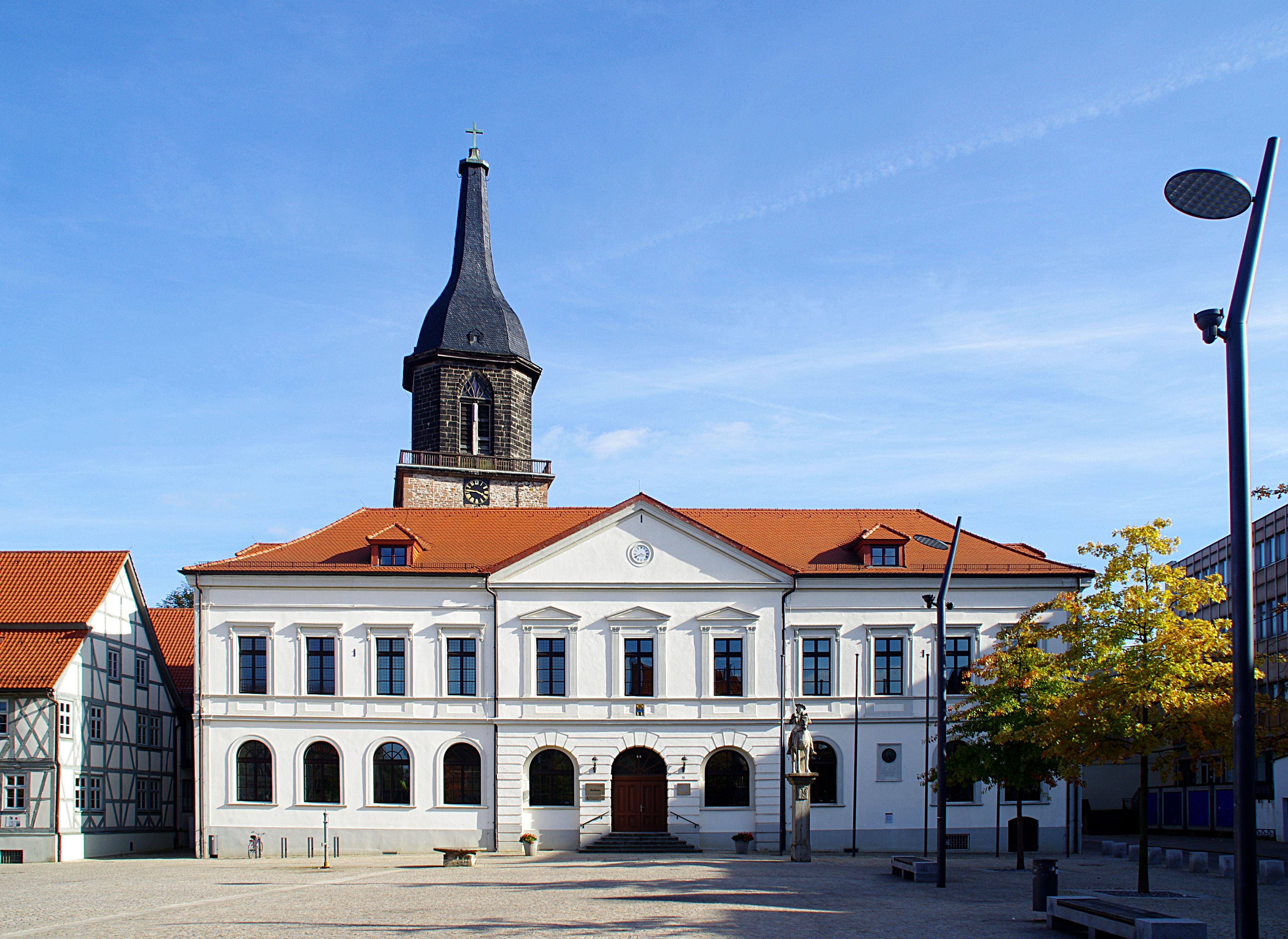
할덴슬레벤

할덴슬레벤(독일어: Haldensleben)은 독일 작센안할트주에 위치한 도시로 면적은 156.15km2, 높이는 54m, 인구는 19,439명(2015년 12월 31일 기준), 인구 밀도는 120명/km2이다. 마그데부르크에서 북서쪽으로 약 30km 정도 떨어진 곳에 위치한다.

시 문장

## 자매 도시
- 독일 헬름슈테트
- 폴란드 치에하누프